# الخط الهمايوني

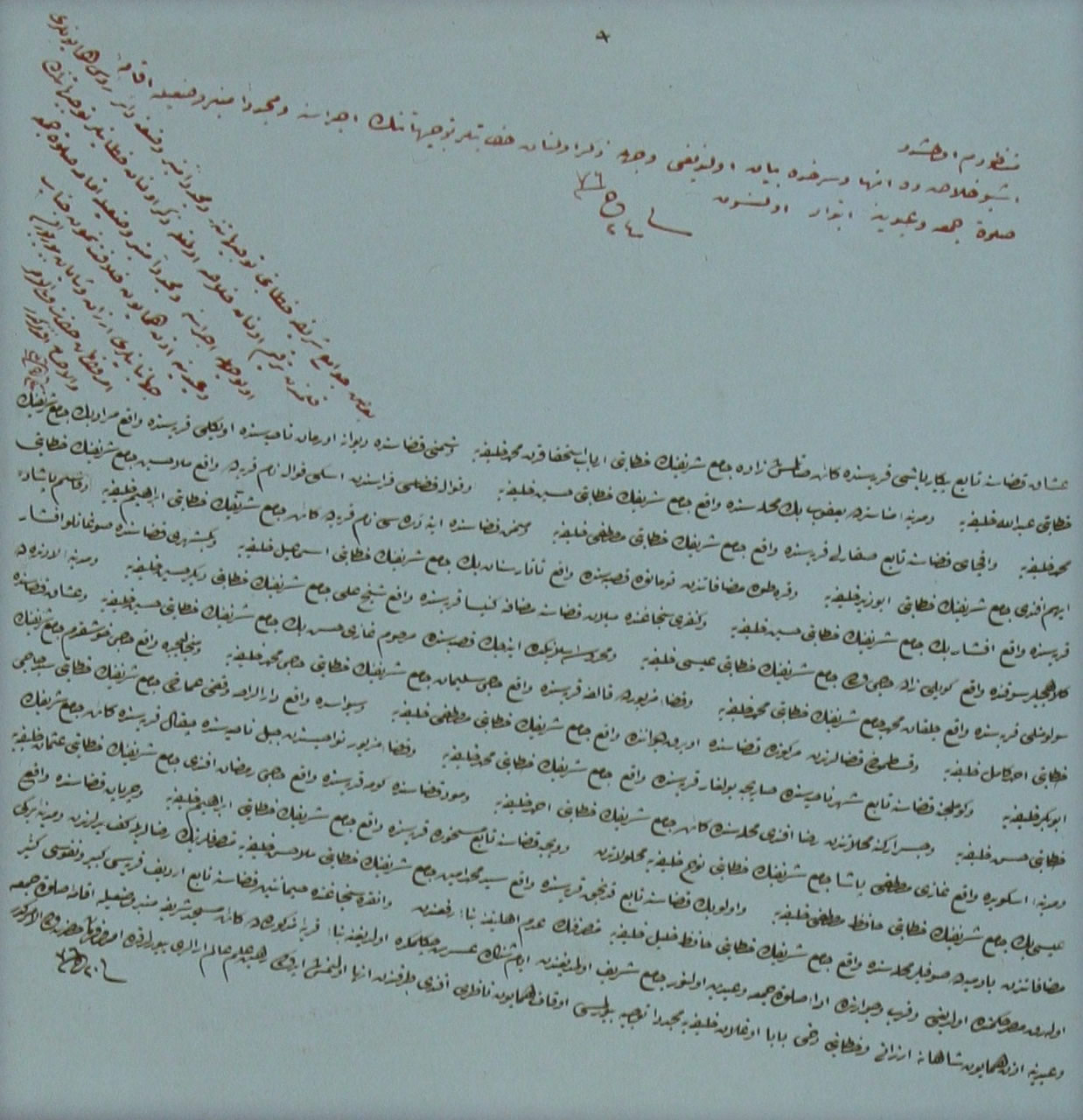
الخط الهمايوني للسلطان عبد المجيد (مكتوبة باللون الأحمر، أفقيا، أعلى الصفحة) على المذكرة (باللون الأسود، في الأسفل) عن بعض المساجد التي تحتاج إلى ترميم. خط اليد الحمراء بشكل مائل هو ملخص من قبل الصدر الأعظم للمذكرة الأصلية. السلطان يكتب: "لقد أبلغت عن تلك المنشآت المذكورة في هذا الملخص ليعاد بناؤها على وجه السرعة لصلاة الجمعة وصلاة العيد.

الخط الهمايوني (لغة تركية عثمانية:  خط همايون، اللغة تركية: hatt-ı hümayun أو hatt-ı hümâyûn) والمعروف أيضا بالخط الشريف هو مصطلح دبلوماسي لوثيقة أو مذكرة مكتوبة بخط اليد تتسم بطابع رسمي تُكتب بواسطة السلطان العثماني. وتلك المذكرات عادة ما تكتب بواسطة السلطان شخصياً، على الرغم من أنها أيضا قد تكون سُجلت من قبل كاتب القصر. عادة ما تُكتب للردعلى، ومباشرةً على وثيقة مقدمة من الصدر الأعظم أو من أحد موظفى الحكومة العثمانية للسلطان.ومن ثم، يمكن أن تكون موافقات أو رفض لخطاب العريضة، إشعارات الاستلام من تقرير، منح الإذن لطلب، تعليق توضيحي لمرسوم، أو مستندات حكومية أخرى. بعد قانون الإصلاحات «التظيمات» (1856) التي تهدف من تطوير الدولة العثمانية، الخط الهمايونى نوع من الروتين حل محله تطبيق «الإرادة السنية» والتي تعنى المرسوم الإمبراطورى حيث يتم تسجيل رد السلطان على الوثيقة من قبل الكاتب الخاص بالسلطان.
هناك ما يقارب 100,000 وثيقة للخط الهمايونى في الأرشيف العثمانى في إسطنبول. ومن بين أكثر شهرة هي فرمان الكلخانة عام 1839م وفرمان الإصلاحات(الخط الهمايونى) عام 1856م. ولهذا الأخير، المصطلح التركي فرمان التنظيمات أكثر دقة. هذا المرسوم، الذي بدأ ما يسمى إصلاحات التنظيمات، سميت بذلك الاسم لأنه يحمل أمر مكتوب بخط اليد من قبل السلطان إلى الصدر الأعظم لتنفيذ أمره.
ومصطلح الخط الهمايونى في بعض الأحيان يمكن أن تستخدم أيضا بالمعنى الحرفي، وهذا يعني وثيقة بخط اليد من قبل السلطان العثماني.

## أنواع الخط الهمايونى
الخط الهمايونى عادة ما تكتب للصدر الأعظم، أو في حاله غيابة تكون لنائبة (قائم مقام)، أو لأحد موظفى الدولة الكبار مثل (قبطان باشا)، أو للحاكم العام (بكلربكي) للروملى. ويوجد ثلاثة أنواع من الخط الهمايونى ː
- تلك الموجهة إلى أي منصب حكومي
- تلك «على البيضاء»
- تلك على المستند